# Rue Sainte-Françoise
La rue Sainte-Françoise se trouve dans le 2e arrondissement de Marseille

## Situation et accès
Elle va de la montée des Accoules à la rue du Panier. 

## Origine du nom
La rue Sainte-Françoise est nommée d’après Françoise Romaine, née en 1384 à Rome et reconnue sainte par l'église catholique en 1608. Sainte Françoise était la fondatrice de la congrégation des Oblates de Marie. 

## Historique
La « rue Sainte-Françoise » a donné le nom à l’hôpital Sainte-Françoise, situé entre la rue Baussenque et la rue Sainte-Françoise. À l'origine (1714), cet établissement, situé à la rue Baussenque,  était un orphelinat pour les filles, sous le titre de Notre-Dame du Bon-Secours. Cet établissement charitable avait considérablement grandi, et, après 1756, sa façade principale donnait sur la rue Sainte-Françoise. Après la révolution de 1789, l’administration des hospices de Marseille devint propriétaire du local des Orphelines. L’hôpital Sainte-Françoise servit d'hôpital en 1832 pour les malades atteints du choléra et il deviendra, en 1833, une succursale de l'Hôtel-Dieu pour les malades vénériens, cancéreux et ceux qui n'entraient pas dans la catégorie des « fiévreux ». Le bâtiment fut vendu en 1868 aux sieurs Perrinet, Gaubert et Pelissier, qui l'ont démoli par la suite pour construire des habitations sur son emplacement.